# Duarte Joaquim dos Santos
Duarte Joaquim dos Santos (1801? Olivença- 1855, Funchal), foi um virtuoso e pedagogo.

## Biografia
Duarte Joaquim dos Santos, filho de João dos Santos e de Rita Oliveira ingressou como organista em fevereiro de 1823 na Irmandade de Santa Cecília. Foi interprete de piano, órgão, harpa, clarinete e compositor, exerceu as suas praticas em Lisboa onde vivia, apresentando se também num concerto no Porto a 9 de setembro de 1826. Duarte foi convidado para dar aulas num colégio feminino em Londres, o que o fez deslocar para lá possivelmente em finais de 1826 com uma carta de recomendação de João Domingues Bomtempo. Ainda nesta cidade, foi professor de piano de D. Maria II. Em Londres, Duarte ganhou uma notável reputação, afirmando-se como compositor prolífico. São conhecidas atualmente, cerca de 60 obras de sua autoria. E foi também, um dos músicos mais ativos e influentes no Funchal.

### Na Madeira
As primeiras notícias que se referem a sua atividade na Ilha da Madeira datam de 1 de dezembro de 1827 durante uma pequena estadia na região, tal relato que elogia a interpretação de dois concertos em piano e clarinete e a estreia de uma sinfonia no concerto em benefício de Carlos Guigou. Entre 1828 e 1831 Duarte dos Santos esteve em Londres mas regressando ao Funchal na primeira metade da década de 1840 onde as referências disponíveis mais recentes são de 1844. A referência à Madeira e a dedicatória a personalidades madeirenses em algumas obras impressas em Londres premite considerar que estas tenham sido publicadas após a sua estadia na ilha atlântica durante a sua estadia em Londres. Duarte Joaquim, apresentava-se com frequência como acompanhador de César Augusto Casella e de Júlia de Autoguia de França Neto, entre outras colaborações não referenciadas. Duarte Joaquim dos Santos subitamente no Funchal após um grande contributo à vida musical madeirense.